# Адлон, Перси
Перси А́длон (нем. Percy Adlon; 1 июня 1935 — 10 марта 2024) — немецкий режиссёр, сценарист и продюсер. Наиболее известен по своему фильму «Кафе „Багдад“» (1987).

## Биография
Правнук основателя берлинского отеля «Адлон», Перси вырос в баварской глубинке (Аммерланд на Штарнбергер-Зе). Он изучал театральную историю и искусство, а также немецкую литературу в Мюнхенском университете Людвига-Максимилиана, посещал занятия по актерскому искусству и пению, а также был членом студентской театральной группы. Он начал свою деятельность как актёр, начал интересоваться работой на радио, был рассказчиком и редактором литературных выпусков, а также ведущим и закадровым переводчиком на телевидении в течение 10 лет.
В 1970 году он сделал свой первый короткометражный фильм для Баварского телевидения, затем снял более чем 150 документальных телевизионных фильмов об искусстве и условиях человеческого существования.
Перси и Элеонора Адлон основали компанию кинопроизводства pelemele FILM GmbH в 1978 году. Их первым проектом был документальным фильмом «Опекун и его поэт» (нем. Vormund und sein Dichter) о швейцарском романисте и поэте Роберте Вальзере, за который они удостоились двух премий Adolf-Grimme Awards in Gold (лучший автор/режиссёр, лучший актёр). Их первый художественный фильм «Селеста», привлек внимание мирового сообщества на Каннском кинофестивале в 1981 году. «Кафе „Багдад“» (1987) стала началом их сотрудничества с Dietrich v. Watzdorf. История Ясмин Мюнхштеттнер и владелицы кафе стала международным хитом. Marianne Sägebrecht, которую Перси Адлон обнаружил в 1979 году, стала кумиром, а песня Боба Телсона Calling You — классикой.
В 2007 году Перси побывал в Танзании три раза, снимая свой двухчасовой документальный фильм «Люди Орбелы» о семьях Масаев. Перси и Элеонора верили в фильм, как в форму искусства. Новые возможности для действительно независимого кинопроизводства казались им захватывающими.
Перси и Элеонора Адлон жили в Пасифик-Палисейдс, Калифорния. Перси Адлон умер там 10 марта 2024 года в возрасте 88 лет.

## Фильмография
- 1975: Tacambaro. Der deutsche Komponist/Pianist
- 1978: Опекун и его поэт / Der Vormund und sein Dichter (engl. The Guardian and His Poet)
- 1980: Herr Kischott
- 1981: Céleste
- 1982: Fünf letzte Tage (engl. (The) Last Five Days)
- 1983: Die Schaukel
- 1985: Zuckerbaby (engl. Sugarbaby)
- 1986: Herschel und die Musik der Sterne (Fernsehfilm)
- 1987: Кафе «Багдад» / Out of Rosenheim (engl. Bagdad Cafe)
- 1989: Babycakes
- 1989: Розали отправляется за покупками / Rosalie Goes Shopping
- 1990: So In Love, Video-Clip
- 1991: Ягода-морошка / Salmonberries
- 1993: Янгер и Янгер / Younger and Younger
- 1996: В блистательном мире отеля «Адлон» / In der glanzvollen Welt des Hotel Adlon
- 1996: The Whole Wide World
- 1997: Eat Your Heart Out
- 1999: Die Straußkiste (engl./internat. Forever Flirt)
- 2001: Hawaiian Gardens
- 2001: Koenig’s Sphere
- 2007: Maasai Brothers aka Orbella’s People
- 2010: Mahler auf der Couch

## Награды
- 1982 — Баварская кинопремия[нем.] в категории «лучшая режиссура» за фильм «Пять последних дней»[англ.].
- 1987 — Баварская кинопремия в категории «лучший сценарий» за фильм «Кафе «Багдад»».
- 1991 — Монреальский кинофестиваль Гран-При Америк за фильм «Ягода-морошка».